# Rita Gorgon
Pour les articles homonymes, voir Gorgoń.
Emilia Margerita (Małgorzata) Gorgon, dite Rita Gorgonowa, née Ilić le 7 mars 1901 à Oćestowo, près de Konin en Dalmatie, l'Autriche-Hongrie à cette époque-là, et morte après 1939, est une gouvernante qui a été condamnée, lors d'un des procès les plus médiatiques de la Pologne d’Entre-deux-guerres, pour le meurtre d'Elżbieta (Lusia) Zaremba, fille d'un architecte de Lviv, Henryk Zaremba dont elle gérait la maison. 
L’assassinat du 30 décembre et ensuite le processus circonstanciel ont été largement commentés et considérés comme « le procès judiciaire le plus médiatique de la Seconde République de Pologne ». Dans les années 1932-1934 toute l’opinion publique suivait l’affaire. Rita Gorgonowa avait un fils et deux filles : Romana et Ewa.

## Biographie

### Jeunesse
D'origine serbe ou croate, elle est née en Dalmatie, dans l’ancien empire d’Autriche-Hongrie. Son père était médecin, il est décédé lorsqu'elle avait 3 ans, sa mère s’est ensuite remariée. À l’âge de 15 ans, Margerita Ilić a épousé Erwin Gorgon, lieutenant austro-hongrois, après, en 1918, elle a donné naissance à leur fils et elle a emménagé à Lviv, chez ses beaux-parents. En 1921, Erwin Gorgon est parti chercher du travail en Amérique. Peu après, Marguerite (Rita) Gorgonowa s'est querellé avec  ses beaux-frères, qui l’avaient à tort accusée de s’être mal menée. Par conséquent, elle a été forcée de déménager, abandonnant son fils auprès des beaux-parents. Au début, elle était chômeuse, ensuite, elle s’est inscrite à un cours d’infirmerie et elle a commencé à gagner sa vie comme garde d’enfant. Selon les témoignages, c’était une belle femme.

### Travail chez Zaremba
En 1924, elle a accepté le poste de gouvernante chez Henryk Zaremba, architecte de Lviv, âgé de 41 ans. Elle a emménagé dans sa villa, à Łączki, près de Brzuchowice, aux alentours de Lviv. Henryk Zaremba avait quitté sa femme, qui souffrait d’une maladie mentale depuis 1923 et séjournait dans un asile d’aliénés. Ensemble, ils avaient deux enfants : Elżbieta (Lusia) née en 1914 et Stanisław (Staś) né en 1917. Rita Gorgonowa non seulement s’occupait des enfants, avec qui les relations étaient bonnes au début, mais aussi, elle surveillait l’entretien de la maison, où Henryk ne séjournait que de temps en temps. Environ un an après, une liaison amoureuse s’est produite entre Rita Gorgonowa et Henryk Zaremba. Puis, ils vivaient en concubinage duquel est née Romana, leur fille. La relation proche entre Rita Gorgonowa et Henryk Zaremba a probablement été à l'origine du conflit et des querelles avec sa fille adolescente, Elżbieta. Cela nuisait à leur relation d'où la décision de Henryk de déménager avec ses enfants dans un appartement à Lviv, dès le premier janvier 1932.

### Meurtre
La nuit du 30 au 31 décembre 1931, Elżbieta qui dormait dans son lit, après être rentrée de Lviv, a été tuée d’un coup d’objet contondant. Elle est morte sur le coup. L’arme du crime aurait probablement été une barre métallique pour creuser la glace, qui a ensuite été retrouvée dans un réservoir derrière la maison. Plus tard dans la nuit, Staś Zaremba a découvert ce crime grâce au jappement d’un chien et il a ensuite alerté les habitants de la maison. L’ingénieur Zaremba est arrivé, en courant, vêtu de pyjama, Rita Gorgonowa le suivait en fourrure. On a immédiatement fait venir le médecin, Ludwik Csala, et puis le sergent de la gendarmerie, qui a fait la première inspection.
Les traces ont directement indiqué Rita Gorgonowa, qui a été rapidement mise en garde à vue. Henryk Zaremba a été détenu pour six semaines, d’abord suspecté de complicité dans le crime. On a aussi suspecté le jardinier de Zaremba ou encore, un garçon amoureux de Lusia sans réciprocité.
Gorgonowa n'a jamais reconnu sa faute. Au cours de l'enquête, en s'appuyant sur les indices, on a démontré la version la plus probable de ce qui s’était passé. Vu le manque de traces dans la neige sur chaque côté de la clôture ni sur l’appui de la fenêtre (d’ailleurs la partie ouverte était trop petite), aucune trace d'infraction de la porte, on a constaté que le crime avait été commis par l'un des habitants de la maison. De plus, le chien surnommé Lux, « bâtard d’alsacien et de doberman », n'avait pas aboyé. D’après la version admise dans l'enquête, Gorgonowa s’est dirigée par le hall vers la chambre d'Elżbieta et elle l'a tuée à coups de barre métallique. Elle a feint l’intrusion par la fenêtre ouverte de la chambre, de même, elle a fait croire à un viol en pénétrant le vagin d’Elżbieta avec le doigt. Le professeur Jan Stanisław Olbrycht servit d’expert près les tribunaux.
Pour dissimiler la fuite du présumé malfaiteur, elle a ouvert la porte de la véranda et là, elle est tombée sur le chien, Lux, qu’elle a frappé sur la tête. Le chien a jappé, ce qui a réveillé Staś Zaremba, dormant dans la salle à manger. C'est alors qu’il a aperçu une silhouette dans le coin du hall, près du sapin. Au cours de l’enquête, il l'a identifiée comme étant Gorgonowa en fourrure. Ne pouvant plus passer par la salle à manger afin d’accéder à sa chambre, Margerita s’est enfuie par la porte d’entrée. Il lui a fallu casser une vitre de la petite véranda pour ouvrir la porte de l’intérieur et lors de cette action, elle s’est blessé la main. Lorsque Staś a déclenché une alarme, elle est sortie de la chambre et elle a rejoint les habitants de la maison. Puisqu'elle était énervée après l’assassinat, elle a déféqué dans le hall, salissant sa chemise de nuit qu’elle a changé peu après et qu’elle a brûlé dans le four. Cependant, le médecin Csala s'est souvenu qu'au début, elle portait une chemise de nuit turquoise sous sa fourrure. En plus, d’après les policiers, la chemise blanche était trop fraîche pour croire que Gorgonowa aurait pu dormir en elle.
Elle est sortie plusieurs fois de la maison pour aller chez le jardinier Kamiński et pour appeler le médecin, ce qui a créé l'occasion de jeter le piolet dans le réservoir d’eau. Pendant un de ces aller-retours, elle a perdu une bougie. De même, on a découvert son mouchoir mouillé, avec les taches de sang. Les traces du sang ont été bien observées sur la fourrure de Gorgonowa. Le sang de la femme assassinée appartenait au groupe A, alors que celui de Rita au groupe O. Le facteur A a été découvert sur le mouchoir ainsi que sur la fourrure. Pourtant, les constatations des experts judiciaires ont été réfutées par le professeur Ludwik Hirszfeld, découvreur de l'héritage du groupe sanguin. Au cours de l’enquête, Henryk Zaremba a révélé que sa maîtresse avait annoncé en état de colère qu'elle tuerait son amant, ses enfants et elle-même aussi.
L’enterrement d’Elżbieta Zaremba a eu lieu le 5 janvier 1932 au cimetière Łyczakowski à Lviv. Les détenus Zaremba et Gorgonowa n’y ont pas participé.